# Campionato italiano di hockey su pista
Il campionato italiano di hockey su pista è l'insieme dei tornei italiani di hockey su pista istituiti dalla Federazione Italiana Sport Rotellistici. Dal 1922 esiste in Italia un campionato di massima divisione maschile, che ha assunto i nomi di Campionato italiano (dal 1922 al 1927), Divisione Nazionale (dal 1928 al 1942), Serie A (dal 1945 al 1983) e infine Serie A1 (dal 1983 a oggi). I vincitori di tale torneo si fregiano del titolo di campioni d'Italia.

## Struttura

### Serie A1
La Serie A1 è il massimo livello del campionato italiano di hockey su pista ed è gestito dalla FISR. Il torneo viene disputato tra quattordici squadre con la formula del girone unico all'italiana. Al termine della stagione regolare le prime otto squadre partecipano ai play off. A seconda del piazzamento finale dopo i play-off si hanno i seguenti verdetti:
- 1ª classificata: campione d'Italia;
- 13ª e 14ª classificata: retrocesse nella stagione successiva in Serie A2.

### Serie A2
La Serie A2 è il torneo di secondo livello del campionato italiano di hockey su pista ed è gestito dalla FISR. Il torneo viene disputato tra dodici squadre con la formula del girone unico all'italiana. Al termine della stagione secondo il piazzamento finale in classifica si hanno i seguenti verdetti:
- la 1ª classificata e la vincitrice dei play off promozione: sono promosse in Serie A1 nella stagione successiva;
- dalla 11ª alla 12ª classificata: retrocedono nella stagione successiva in Serie B.

### Serie B
La Serie B è il torneo di terzo livello del campionato italiano di hockey su pista ed è gestito dalla FISR. È diviso in quattro/cinque gironi regionali. Le squadre vincenti le final eight sono promosse in serie A2 nella stagione successiva.

## Piramide attuale
| Livello | Livello | Serie                                                                | Serie                                                                | Serie                                                                | Serie                                                                | Serie                                                                | Serie                                                                | Serie                                                                | Serie                                                                | Serie                                                                | Serie                                                                | Serie                                                                | Serie                                                                | Serie                                                                 | Serie                                                                 | Serie                                                                 | Serie                                                                | Serie                                                                | Serie                                                                |
| ------- | ------- | -------------------------------------------------------------------- | -------------------------------------------------------------------- | -------------------------------------------------------------------- | -------------------------------------------------------------------- | -------------------------------------------------------------------- | -------------------------------------------------------------------- | -------------------------------------------------------------------- | -------------------------------------------------------------------- | -------------------------------------------------------------------- | -------------------------------------------------------------------- | -------------------------------------------------------------------- | -------------------------------------------------------------------- | --------------------------------------------------------------------- | --------------------------------------------------------------------- | --------------------------------------------------------------------- | -------------------------------------------------------------------- | -------------------------------------------------------------------- | -------------------------------------------------------------------- |
| 1       | 1       | Federazione Italiana Sport Rotellistici Serie A1 14 squadre          | Federazione Italiana Sport Rotellistici Serie A1 14 squadre          | Federazione Italiana Sport Rotellistici Serie A1 14 squadre          | Federazione Italiana Sport Rotellistici Serie A1 14 squadre          | Federazione Italiana Sport Rotellistici Serie A1 14 squadre          | Federazione Italiana Sport Rotellistici Serie A1 14 squadre          | Federazione Italiana Sport Rotellistici Serie A1 14 squadre          | Federazione Italiana Sport Rotellistici Serie A1 14 squadre          | Federazione Italiana Sport Rotellistici Serie A1 14 squadre          | Federazione Italiana Sport Rotellistici Serie A1 14 squadre          | Federazione Italiana Sport Rotellistici Serie A1 14 squadre          | Federazione Italiana Sport Rotellistici Serie A1 14 squadre          | Federazione Italiana Sport Rotellistici Serie A1 14 squadre           | Federazione Italiana Sport Rotellistici Serie A1 14 squadre           | Federazione Italiana Sport Rotellistici Serie A1 14 squadre           | Federazione Italiana Sport Rotellistici Serie A1 14 squadre          | Federazione Italiana Sport Rotellistici Serie A1 14 squadre          | Federazione Italiana Sport Rotellistici Serie A1 14 squadre          |
| 2       | 2       | Federazione Italiana Sport Rotellistici Serie A2 12 squadre          | Federazione Italiana Sport Rotellistici Serie A2 12 squadre          | Federazione Italiana Sport Rotellistici Serie A2 12 squadre          | Federazione Italiana Sport Rotellistici Serie A2 12 squadre          | Federazione Italiana Sport Rotellistici Serie A2 12 squadre          | Federazione Italiana Sport Rotellistici Serie A2 12 squadre          | Federazione Italiana Sport Rotellistici Serie A2 12 squadre          | Federazione Italiana Sport Rotellistici Serie A2 12 squadre          | Federazione Italiana Sport Rotellistici Serie A2 12 squadre          | Federazione Italiana Sport Rotellistici Serie A2 11 squadre          | Federazione Italiana Sport Rotellistici Serie A2 11 squadre          | Federazione Italiana Sport Rotellistici Serie A2 11 squadre          | Federazione Italiana Sport Rotellistici Serie A2 11 squadre           | Federazione Italiana Sport Rotellistici Serie A2 11 squadre           | Federazione Italiana Sport Rotellistici Serie A2 11 squadre           | Federazione Italiana Sport Rotellistici Serie A2 11 squadre          | Federazione Italiana Sport Rotellistici Serie A2 11 squadre          | Federazione Italiana Sport Rotellistici Serie A2 11 squadre          |
| 3       | 3       | Federazione Italiana Sport Rotellistici Serie B - Girone A 8 squadre | Federazione Italiana Sport Rotellistici Serie B - Girone A 8 squadre | Federazione Italiana Sport Rotellistici Serie B - Girone A 8 squadre | Federazione Italiana Sport Rotellistici Serie B - Girone B 8 squadre | Federazione Italiana Sport Rotellistici Serie B - Girone B 8 squadre | Federazione Italiana Sport Rotellistici Serie B - Girone B 8 squadre | Federazione Italiana Sport Rotellistici Serie B - Girone C 7 squadre | Federazione Italiana Sport Rotellistici Serie B - Girone C 7 squadre | Federazione Italiana Sport Rotellistici Serie B - Girone C 7 squadre | Federazione Italiana Sport Rotellistici Serie B - Girone D 7 squadre | Federazione Italiana Sport Rotellistici Serie B - Girone D 7 squadre | Federazione Italiana Sport Rotellistici Serie B - Girone D 7 squadre | Federazione Italiana Sport Rotellistici Serie B - Girone E 12 squadre | Federazione Italiana Sport Rotellistici Serie B - Girone E 12 squadre | Federazione Italiana Sport Rotellistici Serie B - Girone E 12 squadre | Federazione Italiana Sport Rotellistici Serie B - Girone F 5 squadre | Federazione Italiana Sport Rotellistici Serie B - Girone F 5 squadre | Federazione Italiana Sport Rotellistici Serie B - Girone F 5 squadre |